# اشرف محمود لینکون
اشرف محمود لینکون (بنگالی: আশরাফ মাহমুদ লিংকন؛ زادهٔ ۶ ژوئن ۱۹۹۰) بازیکن فوتبال اهل بنگلادش است.
از باشگاه‌هایی که در آن بازی کرده است می‌توان به باشگاه فوتبال شیخ راسل اشاره کرد.
وی همچنین در تیم‌های ملی فوتبال زیر ۲۳ سال بنگلادش و بنگلادش بازی کرده است.